# Кубок России по самбо 2024
Кубок России по самбо 2024 года прошёл с 25 по 29 ноября во «Дворце самбо» в Краснодаре. Организован Всероссийской федерацией самбо при участии Министерства спорта Российской Федерации.
В соревнованиях приняли участие более 400 самбистов из 50 регионов РФ. Разыгрывались 22 комплекта наград, в спортивном самбо в восьми весовых категориях у мужчин и в семи весовых категориях у женщин, а также в боевом самбо в восьми весовых категориях у мужчин. Финальные поединки транслировались в прямом эфире телеканалом «Матч! Боец».
Помимо обычных медалей спортсмены награждались моделями самолётов за самые красивые и техничные броски — это награда в рамках сотрудничества Всероссийской федерации самбо с авиакомпанией «Россия». Во время розыгрыша Кубка прошла презентация книги «Команда самбо. Мэтры» о выдающихся отечественных самбистах.
По результатам турнира тренерский штаб сформировал состав национальной сборной России для участия в предстоящем Кубке мира в Ереване.

## Медалисты

### Спортивное самбо

#### Мужчины
| Весовая категория | Золото                                 | Серебро                              | Бронза                                                            |
| ----------------- | -------------------------------------- | ------------------------------------ | ----------------------------------------------------------------- |
| До 53 кг          | Андрей Кубарьков Нижегородская область | Дмитрий Литвинов Москва              | Юрий Меликян Краснодарский край Павел Сараев Московская область   |
| До 58 кг          | Харун Тлишев Краснодарский край        | Эдуард Мурадян Краснодарский край    | Владимир Гладких Свердловская область Вадим Дедов Москва          |
| До 64 кг          | Денис Пастернак Краснодарский край     | Егор Смертин Свердловская область    | Алексей Зайцев Москва Сергей Никулин Московская область           |
| До 71 кг          | Расул Наш Адыгея                       | Андрей Корнеев Нижегородская область | Иван Пегушин Пермский край Артём Горковец Пермский край           |
| До 79 кг          | Иван Пахомов Ярославская область       | Илья Затылкин Пензенская область     | Максим Романов Москва Даниил Орлов Краснодарский край             |
| До 88 кг          | Денис Суханов Свердловская область     | Аслан Курбанов Дагестан              | Владислав Панов Красноярский край Максим Иванов Чувашия           |
| До 98 кг          | Максим Мерзляков Санкт-Петербург       | Даниил Ташланов Оренбургская область | Алишер Фарходов Санкт-Петербург Денис Федотов Москва              |
| Свыше 98 кг       | Антон Брачёв Свердловская область      | Артур Хапцев Свердловская область    | Глеб Познахирко Свердловская область Аслан Джиоев Северная Осетия |

#### Женщины
| Весовая категория | Золото                                   | Серебро                                | Бронза                                                                             |
| ----------------- | ---------------------------------------- | -------------------------------------- | ---------------------------------------------------------------------------------- |
| До 50 кг          | Маргарита Барнева Нижегородская область  | Юлия Молчанова Нижегородская область   | Людмила Ершова Москва Алия Мухаметьянова Башкортостан                              |
| До 54 кг          | Елизавета Хачикова Свердловская область  | Диана Писковец Москва                  | Анастасия Луканина Свердловская область София Циброва Нижегородская область        |
| До 59 кг          | Светлана Уварова Москва                  | Татьяна Шуянова Нижегородская область  | Алёна Алёхина Свердловская область Дарья Кузьмина Свердловская область             |
| До 65 кг          | Милена Хилова Свердловская область       | Айко Ри Новосибирская область          | Екатерина Голубева Новосибирская область Екатерина Оноприенко Свердловская область |
| До 72 кг          | Ксения Задворнова Татарстан              | Таисия Киреева Челябинская область     | Евгения Шевченко Москва Евгения Чиреш Москва                                       |
| До 80 кг          | Анастасия Хомячкова Владимирская область | Дарья Речкалова Свердловская область   | Елена Алленова Тульская область Карина Быкова Пермский край                        |
| Свыше 80 кг       | Олеся Ткаченко Свердловская область      | Анастасия Недзвецкая Калужская область | Алёна Канкина Приморский край Валерия Нижегородова Краснодарский край              |

### Боевое самбо

#### Мужчины
| Весовая категория | Золото                                     | Серебро                                | Бронза                                                                  |
| ----------------- | ------------------------------------------ | -------------------------------------- | ----------------------------------------------------------------------- |
| До 58 кг          | Никита Сединин Пермский край               | Радмир Беляев Республика Алтай         | Игорь Кузургашев Краснодарский край Алдар Намсараев Бурятия             |
| До 64 кг          | Ахмед Гамзатов Ставропольский край         | Вугар Мамедов Краснодарский край       | Сергей Калкин Республика Алтай Кирилл Горбунов Нижегородская область    |
| До 71 кг          | Ренас Зайнутдинов Татарстан                | Адам Таов Адыгея                       | Магомед Чингелов Санкт-Петербург Игорь Поздеев Новосибирская область    |
| До 79 кг          | Илья Санюк Ростовская область              | Джамолдин Сандалов Ярославская область | Мурат Тляруков Адыгея Даниил Ширковский Татарстан                       |
| До 88 кг          | Евгений Болотских Белгородская область     | Николай Родин Самарская область        | Александр Горохов Брянская область Кирилл Харьков Московская область    |
| До 98 кг          | Артём Тадин Новосибирская область          | Магомед Магомедов Москва               | Рамазан Магомедалиев Ставропольский край Гордей Захаров Санкт-Петербург |
| Свыше 98 кг       | Абдулхалим Джаватханов Кемеровская область | Михаил Мохнаткин Санкт-Петербург       | Артур Савкин Краснодарский край Савелий Солдатенков Московская область  |